# Campeonato Mundial de Halterofilismo de 2019 - Até 76 kg feminino
A categoria até 76 kg feminino foi um evento do Campeonato Mundial de Halterofilismo de 2019, disputado no Centro Nacional de Treinamento Esportivo Oriental, em Pattaya, na Tailândia, no dia 24 de setembro de 2019. 

## Calendário
Horário local (UTC+7)
| Dia            | Horário | Fase    |
| -------------- | ------- | ------- |
| 24 de setembro | 12:00   | Grupo B |
| 24 de setembro | 20:25   | Grupo A |

## Medalhistas
| Evento    | Ouro               | Ouro   | Prata              | Prata  | Bronze              | Bronze |
| --------- | ------------------ | ------ | ------------------ | ------ | ------------------- | ------ |
| Arranque  | Rim Jong-sim (PRK) | 124 kg | Zhang Wangli (CHN) | 118 kg | Neisi Dajomes (ECU) | 110 kg |
| Arremesso | Zhang Wangli (CHN) | 153 kg | Rim Jong-sim (PRK) | 152 kg | Aremi Fuentes (MEX) | 138 kg |
| Total     | Rim Jong-sim (PRK) | 276 kg | Zhang Wangli (CHN) | 271 kg | Neisi Dajomes (ECU) | 245 kg |

## Recordes
Antes desta competição, o recorde mundial da prova era o seguinte:
| Recorde         | Tipo      | Atleta             | Peso   | Local  | Data                    |
| Recorde Mundial | Arranque  | Rim Jong-sim (PRK) | 123 kg | Liampó | 26 de abril de 2019     |
| Recorde Mundial | Arremesso | Zhang Wangli (CHN) | 156 kg | Fucheu | 26 de fevereiro de 2019 |
| Recorde Mundial | Total     | Rim Jong-sim (PRK) | 278 kg | Liampó | 26 de abril de 2019     |

Os seguintes novos recordes foram estabelecidos durante esta competição.
| Arranque | 124 kg | Rim Jong-sim (PRK) | Recorde mundial |

## Resultado
Os resultados foram os seguintes. 
| Pos.              | Atleta                  | Grupo | Arranque (kg) | Arranque (kg) | Arranque (kg) | Arranque (kg)     | Arremesso (kg) | Arremesso (kg) | Arremesso (kg) | Arremesso (kg)    | Total |
| Pos.              | Atleta                  | Grupo | 1             | 2             | 3             | Resultado         | 1              | 2              | 3              | Resultado         | Total |
| ----------------- | ----------------------- | ----- | ------------- | ------------- | ------------- | ----------------- | -------------- | -------------- | -------------- | ----------------- | ----- |
| Medalha de ouro   | Rim Jong-sim (PRK)      | A     | 120           | 124           | 126           | Medalha de ouro   | 148            | 152            | 155            | Medalha de prata  | 276   |
| Medalha de prata  | Zhang Wangli (CHN)      | A     | 113           | 118           | 118           | Medalha de prata  | 145            | 145            | 153            | Medalha de ouro   | 271   |
| Medalha de bronze | Neisi Dajomes (ECU)     | A     | 110           | 115           | 116           | Medalha de bronze | 135            | 139            | 139            | 4                 | 245   |
| 4                 | Aremi Fuentes (MEX)     | A     | 107           | 107           | 111           | 5                 | 135            | 138            | 140            | Medalha de bronze | 245   |
| 5                 | Iryna Dekha (UKR)       | A     | 105           | 108           | 110           | 4                 | 126            | 129            | 132            | 5                 | 242   |
| 6                 | Kang Yeoun-hee (KOR)    | B     | 104           | 104           | 104           | 7                 | 125            | 131            | 135            | 6                 | 235   |
| 7                 | Patricia Strenius (SWE) | A     | 98            | 102           | 105           | 9                 | 129            | 129            | 129            | 8                 | 231   |
| 8                 | Maria Vostrikova (RUS)  | A     | 105           | 109           | 109           | 6                 | 125            | 125            | 129            | 9                 | 230   |
| 9                 | Kristel Ngarlem (CAN)   | A     | 96            | 100           | 102           | 12                | 125            | 130            | 130            | 7                 | 230   |
| 10                | Gülnabat Kadyrowa (TKM) | A     | 99            | 99            | 101           | 11                | 120            | 120            | 123            | 10                | 224   |
| 11                | Dzina Sazanavets (BLR)  | B     | 95            | 98            | 101           | 10                | 115            | 120            | 124            | 12                | 221   |
| 12                | Ayumi Kamiya (JPN)      | A     | 98            | 102           | 104           | 8                 | 118            | 122            | 122            | 15                | 220   |
| 13                | Yao Chi-ling (TPE)      | B     | 90            | 94            | 98            | 14                | 115            | 120            | 122            | 11                | 216   |
| 14                | Meri Ilmarinen (FIN)    | B     | 92            | 95            | 97            | 13                | 118            | 121            | 122            | 14                | 213   |
| 15                | Nora Jäggi (SUI)        | B     | 88            | 91            | 95            | 16                | 114            | 117            | 120            | 13                | 211   |
| 16                | Quinnie Rwahwire (CAN)  | B     | 88            | 92            | 92            | 15                | 113            | 113            | 115            | 16                | 207   |
| 17                | Jabriella Teo (MAS)     | B     | 82            | 85            | 87            | 17                | 105            | 108            | 110            | 17                | 193   |